# Ardisia mayumbensis
Ardisia mayumbensis är en viveväxtart som först beskrevs av R. Good, och fick sitt nu gällande namn av A. Taton. Ardisia mayumbensis ingår i släktet Ardisia och familjen viveväxter. Inga underarter finns listade i Catalogue of Life.